# Calaveritas
Calaveritas es un área no incorporada ubicada en el condado de Calaveras en el estado estadounidense de California.

## Geografía
Calaveritas se encuentra ubicada en las coordenadas 38°09′29″N 120°36′36″O / 38.15806, -120.61000.